# Bertha af Kent
Den kristne frankiske Dronning Bertha, sankt Bertha eller sankt Aldeberge (ca. 565 – død i eller efter 601) var dronning af Kent vis indflydelse ledte til kristningen af det Angelsaksiske England. Dronning Bertha blev kanoniseret som en helgen for hendes rolle i kristendommens etablering under denne periode af Englands historie. Dronning Bertha blev gift med Æthelberht af Kent (eller Edelbert) i ca. 580 AD. Bertha skulle have omvendt sin mand Kong Æthelberht. Æthelberht lod sig døbe i 597 AD.
Gregor den Store takkede Dronning Bertha i 601 for hendes indsats i et endnu bevaret brev.